# Oleksandr Hudyma
Oleksandr Hudyma (ukrainisch Олександр Гудима; * 11. Februar 2003) ist ein ukrainischer Cross-Country-Mountainbiker.

## Sportlicher Werdegang
Hudyma stammt aus Riwne, wo er zur Schule ging. 2019 wurde er Zweiter bei den ukrainischen Junioren-Meisterschaften im Cross-Country XCO, im Jahr darauf gewann er den Titel. Zugleich setzte er sich, mit 17 Jahren, gegen die ältere Konkurrenz durch und wurde ukrainischer Elite-Meister im Cross-Country Eliminator. 2021 war er Mountainbike-Europameister bei den Junioren.
Seit dem Ausbruch des Kriegs in der Ukraine trainiert Hudyma in Italien. Auch danach gewann er bei den jeweils in Czernowitz ausgetragenen Landesmeisterschaften mehrere Titel, darunter 2023 das Double aus Cross-Country XCO und Shorttrack.
International gelangen Hudyma 2022 in Petrópolis und 2024 in Val di Sole jeweils dritte Plätze im U23-Weltcup; bei den Europameisterschaften 2024 in Cheile Grădiștei gewann er im erstmals ausgetragenen U23-Shorttrack-Rennen die Bronzemedaille. Zudem war er regelmäßig in den Mountainbike-Cups Griechenlands, der Türkei und Zyperns erfolgreich.

## Erfolge
2020
 Ukrainischer Meister (Junioren) – Cross-Country XCO
 Ukrainischer Meister – Eliminator XCE
2021
 Europameister (Junioren) – Cross-Country XCO
 Ukrainischer Meister (Junioren) – Cross-Country XCO
2022
 Ukrainischer Meister – Shorttrack XCC
2023
 Ukrainischer Meister – Cross-Country XCO, Shorttrack XCC
2024
 Europameisterschaften (U23) – Shorttrack XCC